# Hattusili I
Hattusili I var kung av hettiterna mellan 1586 och 1556 f.Kr. enligt korta kronologin. 
I början av sin tid som kung använde Hattusili sig av namnet Labarna. Det är därmed oklart om han är Labarna I som var grundaren av det hettitiska riket enligt hettitisk tradition eller om han är Labarna II. Under hans tid som konung flyttades huvudstaden för riket från Nesa till Hattusa och för att markera förändringen tog han tronnamnet Hattusili istället.
Hattusili I är den förste hettitiske kungen som omnämns i samtida källor och i hans titlar ingick "kung av Hattusa" och "man av Kussara" som syftade på den förhistoriska huvudstaden Kussara som hettiterna levde i innan de erövrade Nesa.
En kuniformskrift påträffad 1957 och skriven på både hettitiska och akkadiska berättar om sex av Hattusilis år på tronen. I den påstår sig Hattusili ha utvidgat hettiterrikets gränser till havet under första året. I andra året påstår han sig ha erövrat Alalakh samt andra syriska städer. I tredje året berättar han om ett fälttåg mot Arzawa i sydvästra Anatolien och i de följande tre åren strider han mot hurrier som invaderat och erövrat hans tidigare erövringar i Syrien.